# Megacorma obliqua
Megacorma obliqua är en fjärilsart som beskrevs av Walker 1856. Megacorma obliqua ingår i släktet Megacorma och familjen svärmare. Inga underarter finns listade i Catalogue of Life.

## Bildgalleri

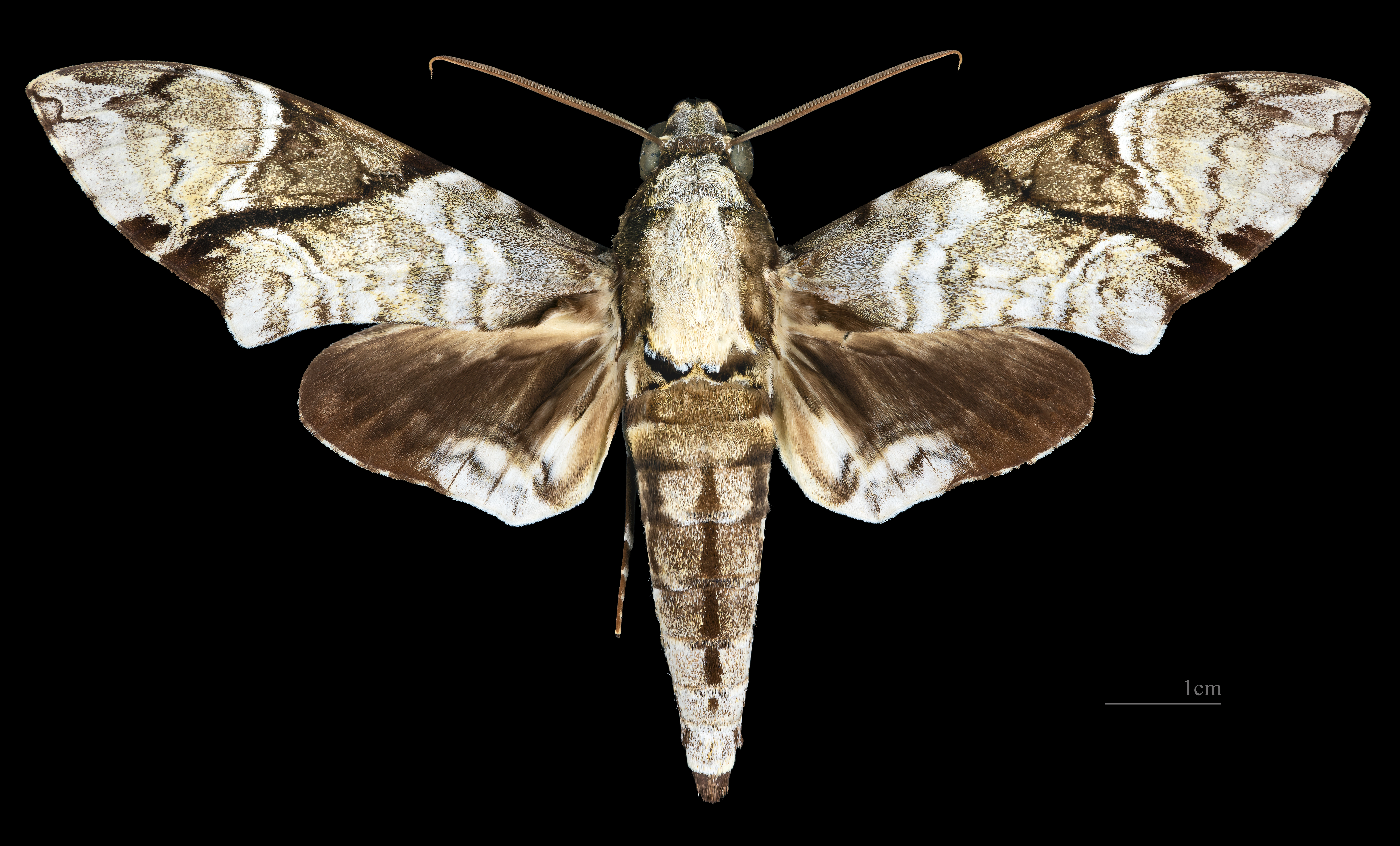
Megacorma obliqua ♂
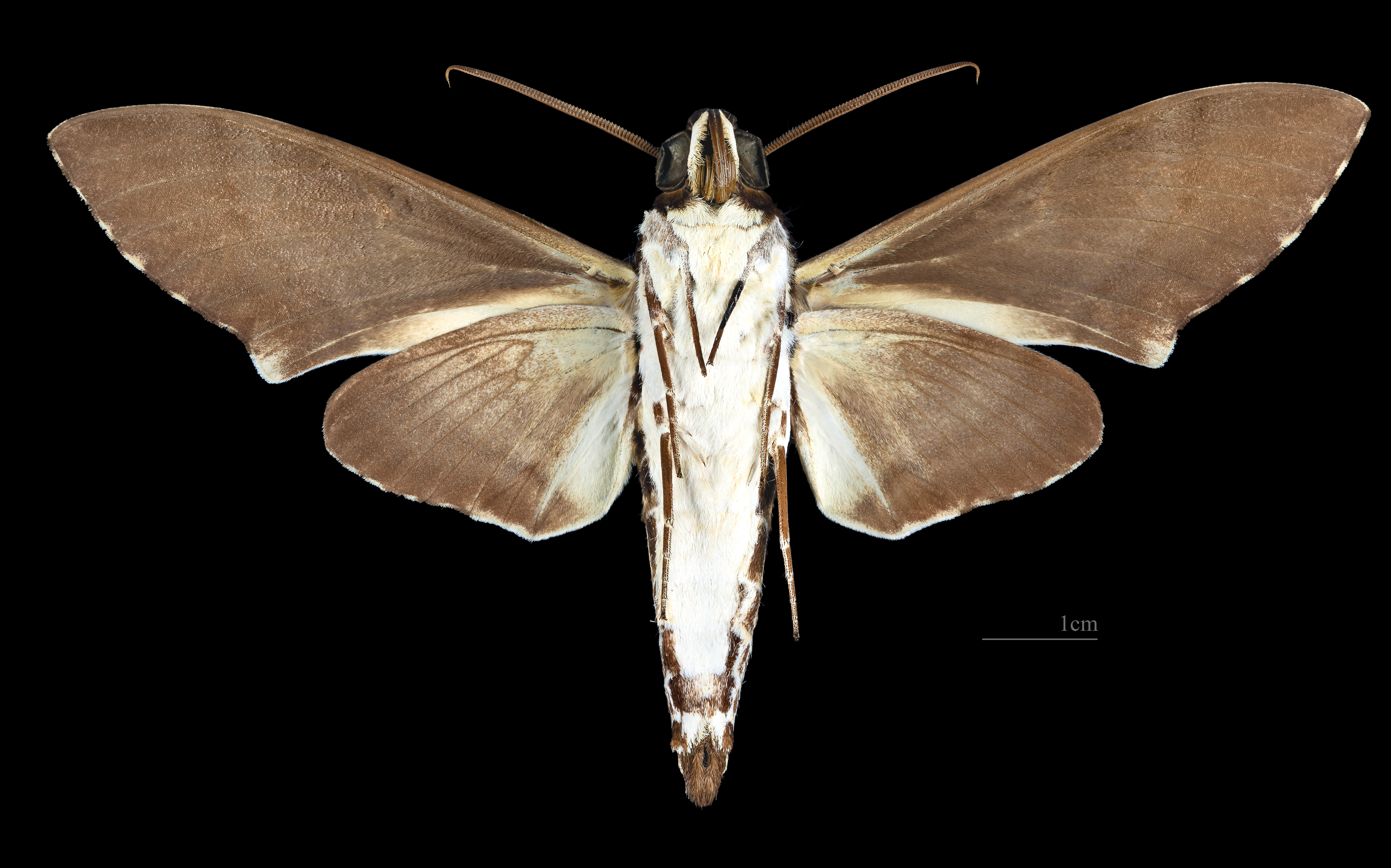
Megacorma obliqua ♂  △
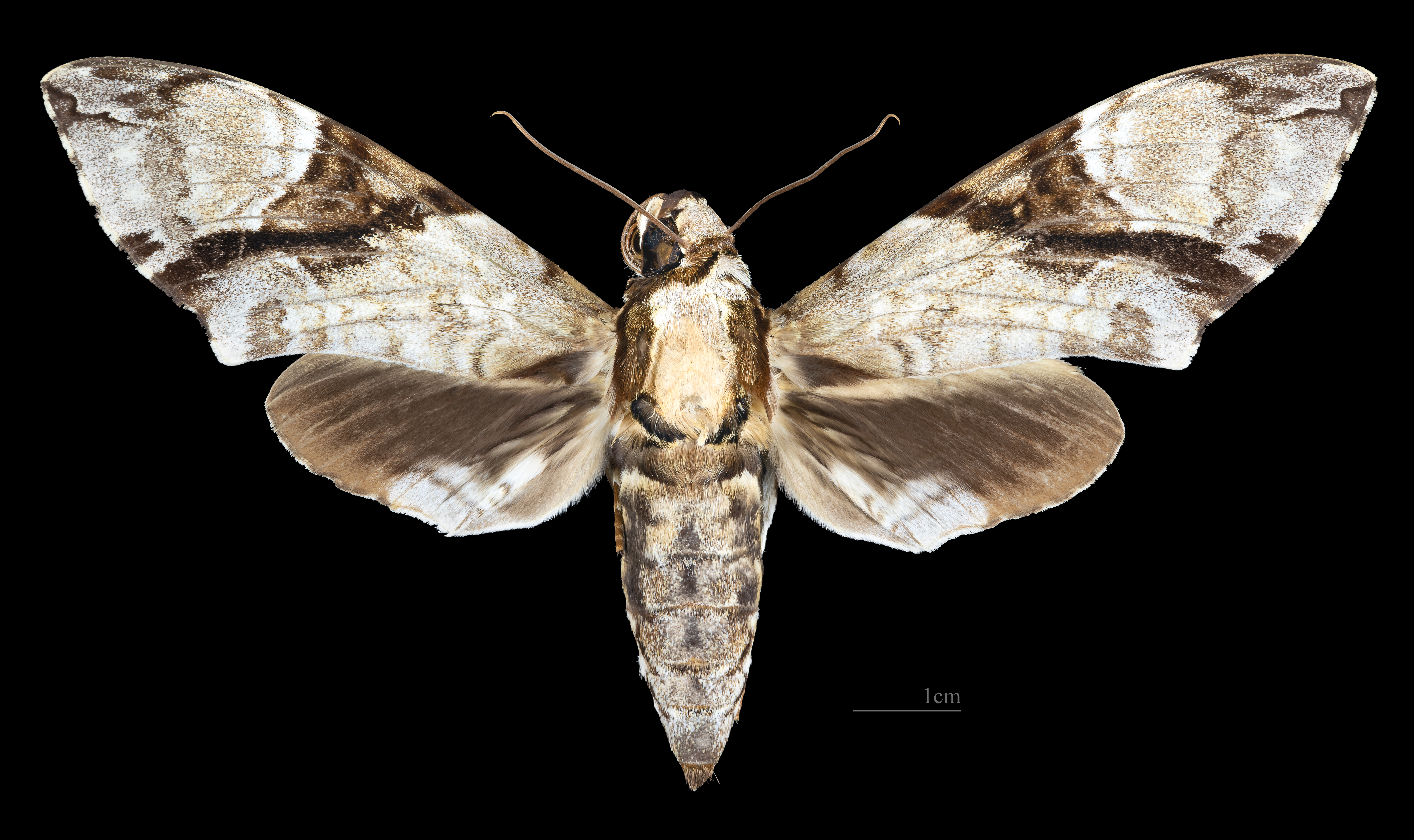
Megacorma obliqua  ♀
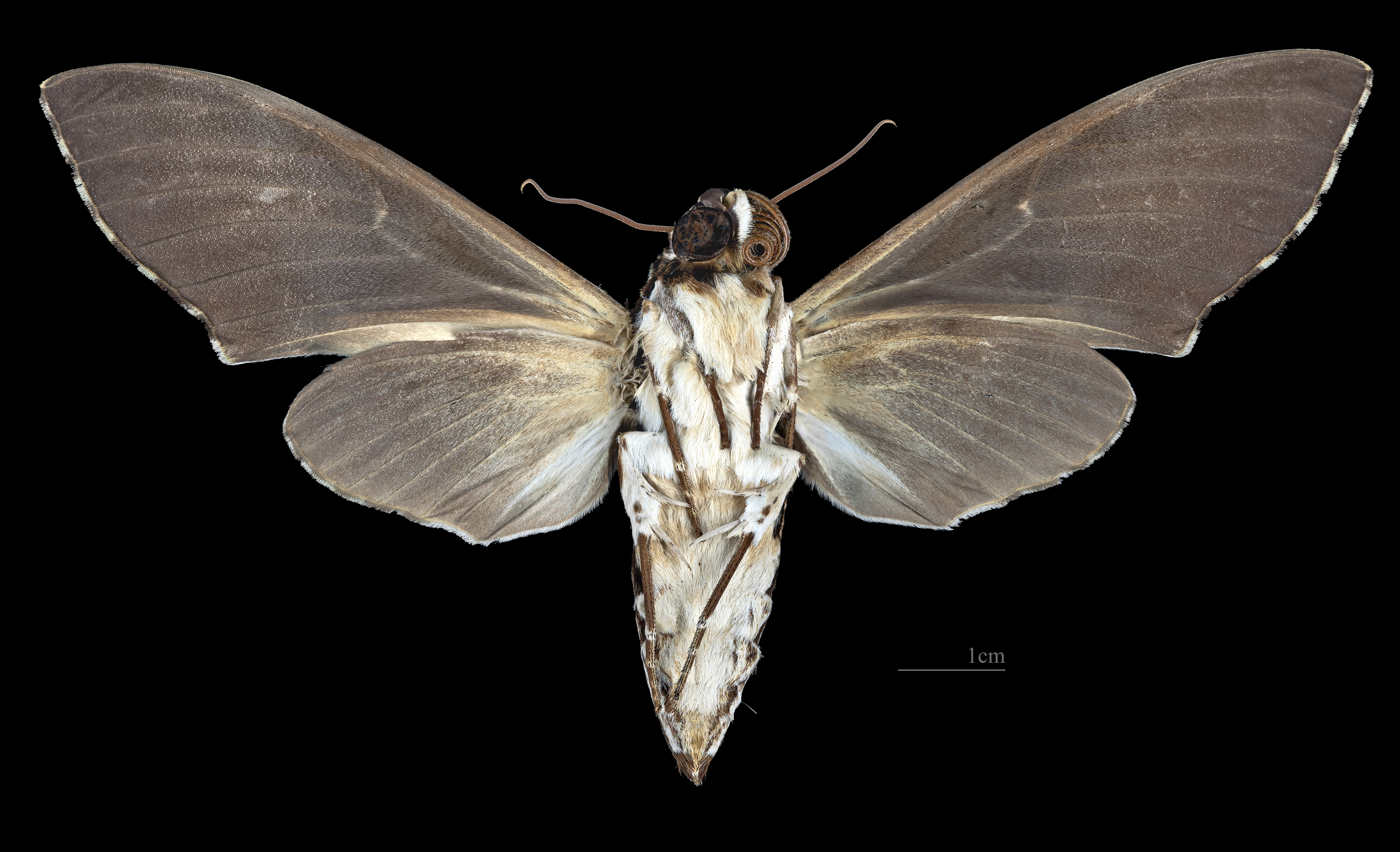
Megacorma obliqua ♀ △